# Jesse Jackson
Jesse Louis Jackson, Sr. (Greenville, 8 de outubro de 1941) é um pastor batista e ativista político norte-americano. Participou, ao lado de Martin Luther King, Jr. da luta pelos direitos civis para os negros nos EUA e foi 2 vezes pré-candidato do Partido Democrata (em 1984 e 1988) às eleições presidenciais no país.
É pai do ex-congressista Jesse Jackson, Jr. e do congressista Jonathan Jackson (Illinois politician).